# 夏の思い出
「夏の思い出」（なつのおもいで）は、江間章子作詞、中田喜直作曲の歌曲。NHKからの依頼で作った曲である。

## 解説

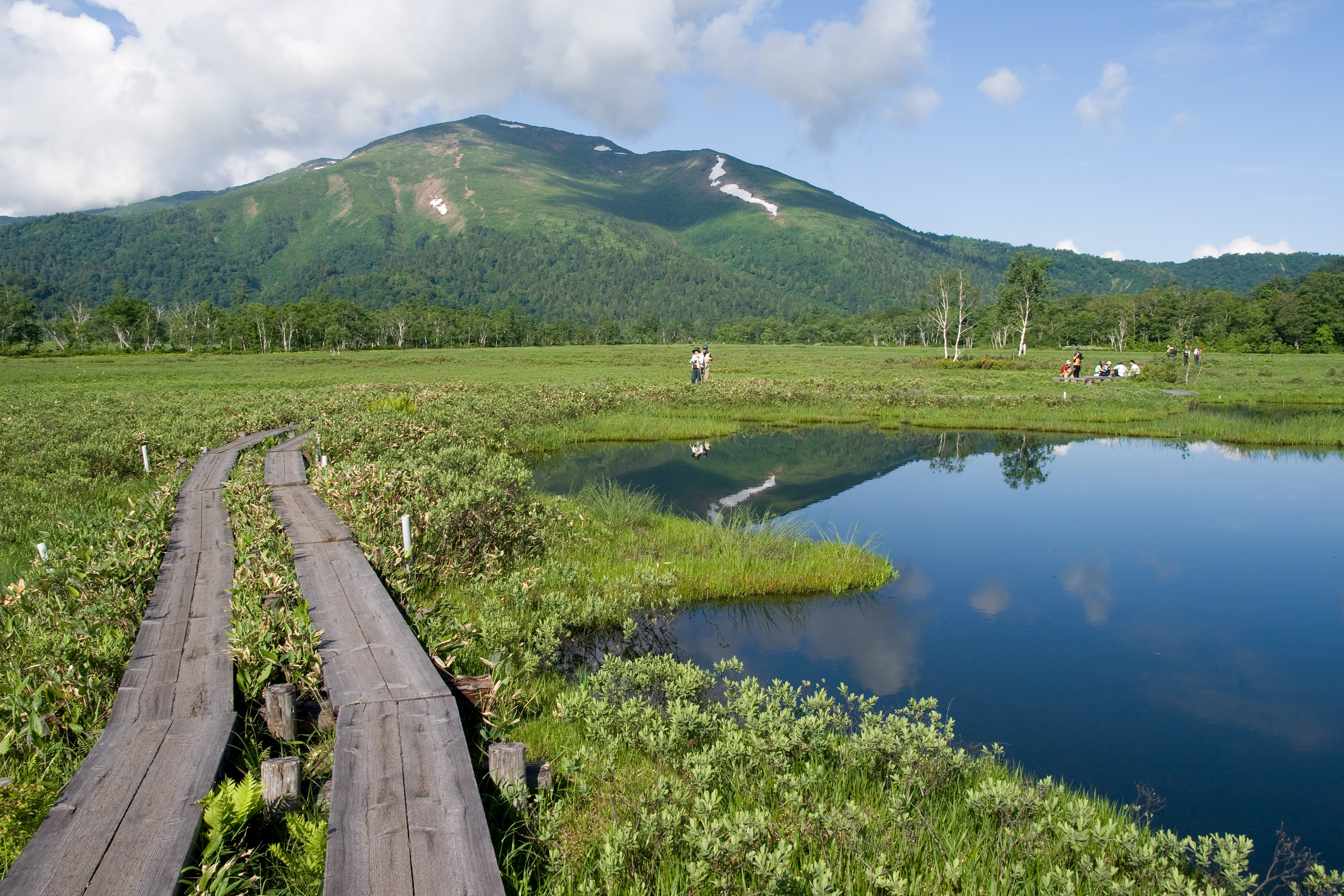
尾瀬

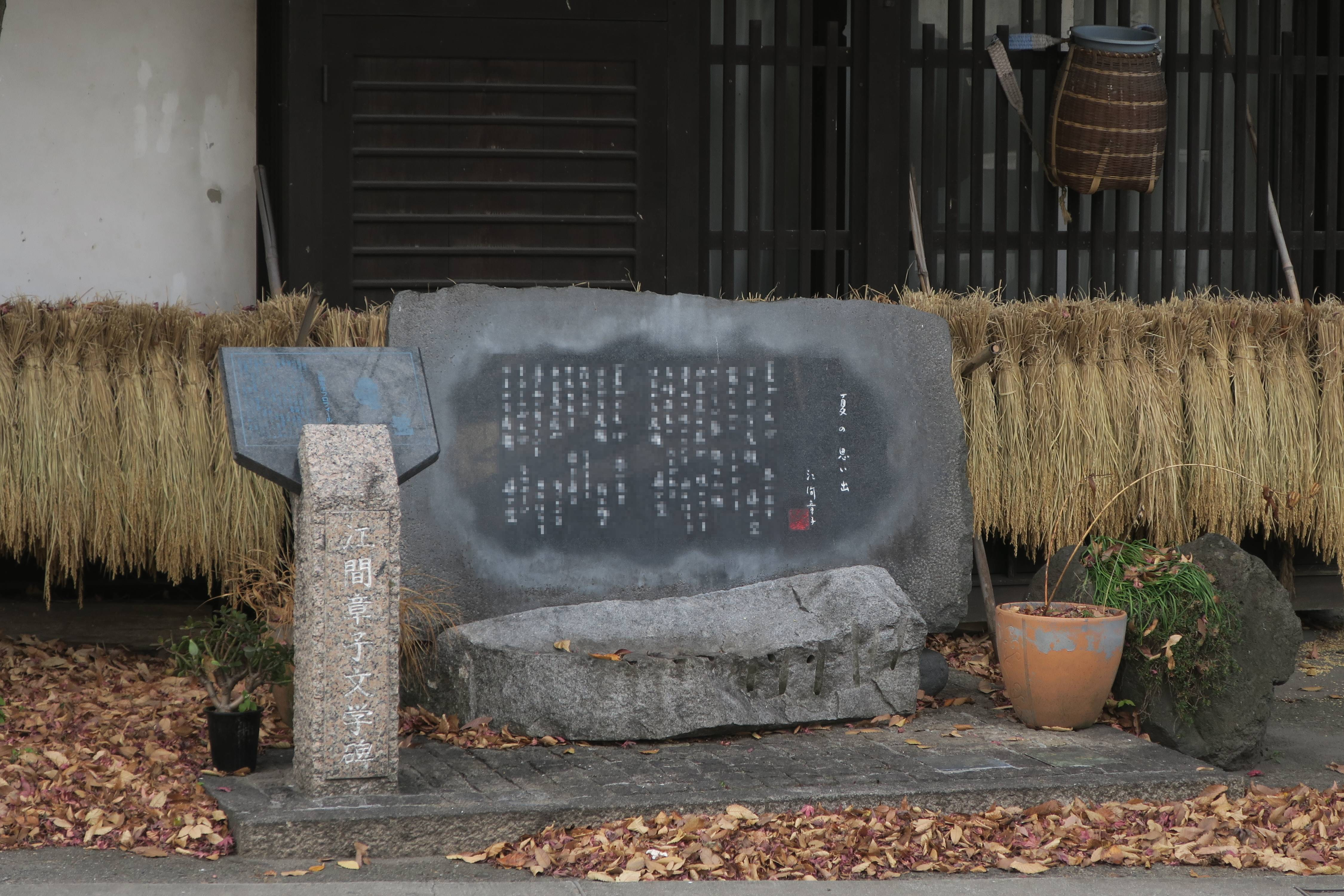
『夏の思い出』歌碑（群馬県片品村）

各界を代表する黄金コンビにより作成されたため、1949年（昭和24年）6月13日にNHKのラジオ番組『ラジオ歌謡』にて石井好子の歌で放送されるや否や、瞬く間に多くの日本人の心を捕え、その後、曲中に現れる尾瀬の人気は飛躍的に高まった。
石井好子の歌は当時レコード発売されなかった（ラジオ放送のテープ音源は現存する）。レコード発売された最初の音源は、1954年6月発売の藤山一郎が歌ったものである。
また1962年（昭和37年）8月 - 9月には、同じNHKの『みんなのうた』でも紹介された。歌は高木淑子とヴォーチェ・アンジェリカ。
中学校学習指導要領において、日本で「長く歌われ親しまれている歌曲」の一つとして挙げられていることから、音楽科の教科書にも掲載され、そのため幅広い世代に親しまれている。作曲家自らの手による女声合唱版、混声合唱版が存在し、これらもまた多くの楽譜に掲載されている。ほかに、8手連弾曲やピアノ独奏曲があり、後者は作曲者の死後に発見された。
2006年（平成18年）に文化庁と日本PTA全国協議会が「日本の歌百選」に選定した。

## 作詞の経緯
江間は幼少のころ岩手山の近くに住んでいたが、そこはミズバショウの咲く地域だった。そして1944年（昭和19年）、たまたま尾瀬を訪れた。そこで目にしたのが、一面に咲き乱れるミズバショウだったのである。そのときの気持ちを「夢心地」とのちに表現している。戦後すぐの1947年（昭和22年）、NHKから「夢と希望のある歌をお願いします」と依頼された。思い浮かんだのが尾瀬の情景だった。その時の感動を詩にしたのが「夏の思い出」である。
この歌のおかげで尾瀬は有名になったが、ミズバショウの咲くのは5月末であり、尾瀬の春先にあたる。そのため、せっかく夏に来たのにミズバショウを見ることができなかった、という人は多い。江間はその理由を『（夏の思い出）その想いのゆくえ』にて以下のように述べている。
「尾瀬においてミズバショウが最も見事な5、6月を私は夏とよぶ、それは歳時記の影響だと思う」
歳時記には俳句の季語が掲載されており、ミズバショウは夏の季語である。文学上の季節と実際の季節には、少しずれがある。また二十四節気においても夏にあたる。

## エピソード
- 作曲者の中田喜直は、本曲の作曲を依頼された時点で、作詞者の江間との面識がなく、また尾瀬にも行ったことがなかった。中田が初めて尾瀬を訪れたのは、作曲から約40年後の1990年のことだった[5]。
- 曲は簡単にできたが、それを聴いた中田の母親が「それは、お粗末ではないですか、すぐ作り直しなさい」と言った。母親の助言で作り直したのが現在の「夏の思い出」である。この経緯があるため中田は、夏の思い出の印税を母親に渡していた。
- ボードビリアンの清水ミチコは、当曲の曲調にアレンジしたハトヤホテルのCMソング（野坂昭如作詞、いずみたく作曲）を持ちネタとしている。
- 東芝は1980年代前半、「夏が来れば思い出す、東芝布団乾燥機」という替え歌をテレビCMで使用していたが、現在は使われていない。
- 川越線武蔵高萩駅の発車メロディーはかつて、この曲をアレンジした「夏が来れば」という曲を使用していたが、現在は使われていない。（櫻井音楽工房も参照）
- 「みんなのうた」版は長期にわたり再放送されていなかったが、初放送から約60年たった2023年8月 - 9月に再放送された。（ラジオのみ）